# انجمن منتقدان هالیوود
انجمن منتقدان هالیوود (به انگلیسی: Hollywood Critics Association) (اختصاری HCA)—که سابق بر این، تا سال ۲۰۱۹ با نام جامعه آنلاین منتقدان فیلم لس آنجلس (به انگلیسی: Los Angeles Online Film Critics Society) (اختصاری LAOFCS) شناخته می‌شد— یک سازمان نقد فیلم در لس آنجلس، کالیفرنیا است. این سازمان در سال ۲۰۱۶ توسط اسکات منزل، اسکات منتز و اشلی منزل، بعد از اشاره به این موضوع که لس آنجلس تنها یک سازمان نقد فیلم دارد، تأسیس گردید. آنها اولین گروه منتقدانی هستند که برای گرامیداشت در شاخهٔ کارگردانی، آنرا بر اساس ژانر تقسیم کردند. آنها همچنین پادکستی تحت عنوان «منتقدان فیلم هفتگی» دارند که به صورت آنلاین آنرا منتشر می‌کنند.